# Новодвір'я (Смолевицький район)
Новодвір'я (біл. вёска Навадвор'е) — село в складі Смолевицького району Мінської області, Білорусь. Село підпорядковане Усяжській сільській раді, розташоване в центральній частині області.